# Trap or Die
Trap or Die (zapis stylizowany: TRAP OR DIE) – drugi album studyjny Bambi, który został wydany 6 lutego 2025 pod nakładem wytwórni Baila Ella Records za pośrednictwem Universal Music Polska. Premiera albumu odbyła się 7 lutego 2025. Za produkcję całego albumu odpowiada francis. Album zadebiutował na 1. miejscu polskiej listy sprzedaży – OLiS oraz 28 maja 2025 uzyskał status platynowej płyty.
Album był promowany dwoma singlami: „Madonna”, oraz „Czemu nie śpisz?”. Na albumie gościnnie wystąpiła Dina Ayada, Young Igi, Ruw Babicze, Tede oraz Oki.

## Lista utworów
Opracowano na podstawie materiałów źródłowych.
| 1.  | „Number one”                       | 2:59  |
|     |                                    |       |
| 2.  | „101 dalmatyńczyków”               | 1:58  |
|     |                                    |       |
| 3.  | „Madonna”                          | 2:39  |
|     |                                    |       |
| 4.  | „Trap or die”                      | 3:03  |
|     |                                    |       |
| 5.  | „Clouds” (gośc. Dina Ayada)        | 2:16  |
|     |                                    |       |
| 6.  | „4MyGang”                          | 2:58  |
|     |                                    |       |
| 7.  | „Jorja Smith”                      | 2:54  |
|     |                                    |       |
| 8.  | „Pierwszy diament”                 | 2:32  |
|     |                                    |       |
| 9.  | „Tlen” (gośc. Young Igi)           | 2:25  |
|     |                                    |       |
| 10. | „Nie chodzę z fanami freestyle”    | 2:47  |
|     |                                    |       |
| 11. | „Fomo”                             | 2:52  |
|     |                                    |       |
| 12. | „Drin za drinem 2” (gośc. Tede)    | 2:55  |
|     |                                    |       |
| 13. | „Ruw bambicze” (gośc. Rów Babicze) | 2:48  |
|     |                                    |       |
| 14. | „Czemu nie śpisz?”                 | 2:52  |
|     |                                    |       |
| 15. | „Nie chcesz mnie”                  | 2:21  |
|     |                                    |       |
| 16. | „To nie ma znaczenia” (gośc. Oki)  | 2:56  |
|     |                                    |       |
| 17. | „Te suki”                          | 2:31  |
|     |                                    |       |
| 18. | „Outro”                            | 1:18  |
|     |                                    |       |
|     |                                    | 47:04 |
|     |                                    |       |

### Sample
- Utwór „Drin Za Drinem 2” zawiera sampel z utworu pt. „Drin Za Drinem” rapera Tedego z 2001 roku[14].
- W utworze „To nie ma znaczenia” wykorzystano sampel z piosenki „Repley” autorstwa amerykańskiego rapera Iyaza z 2009 roku[15] oraz sampel z piosenki „MVP” polskiej supergrupy hip-hopowej OIO z 2021[16].

## Twórcy
Opracowano na podstawie materiałów źródłowych.
|  | Muzyka - Bambi – wokal, tekst (wszystkie utwory) - Dina Ayada – wokal, tekst (5. utwór) - Young Igi – wokal, tekst (9. utwór) - Tede – wokal, tekst (12. utwór) - Rów babicze – wokal, tekst (13. utwór) - Oki – wokal, tekst (16. utwór) - Francis – kompozytor (utwory: 1, 3–18) - Deemz – kompozytor (2. oraz 16. utwór) - T9C – kompozytor (2. utwór) - Lohleq – kompozytor (4. oraz 6. utwór) - Chuki Beats – kompozytor (5. utwór) - Skibovicz – kompozytor (5. oraz 18. utwór) - Kaptur – kompozytor (7. utwór) - Sergiusz – kompozytor (9. utwór) - Phatrax – kompozytor (17. utwór) Kierownictwo - BE Records – wytwórnia - Universal Music Polska – dystrybutor - Tamara Cibor – menadżerka - Jakub Krzysztoń – kierownictwo projektu, menadżer - Michał Olewiński – kierownik treści cyfrowych | Sprawy techniczne - Francis – producent, inżynier dźwięku, aranżer (wszystkie utwory), miks (14. utwór) - Enzu – miks (utwory: 1–5, 8–9, 11–13, 15–18), mastering (wszystkie utwory) - T9C – producent (2. utwór) - Deemz – producent (2. oraz 16. utwór) - Lohleq – producent (4. oraz 6. utwór) - Chuki Beats – producent (5. utwór) - Skibovicz – producent (5., 11. oraz 18. utwór) - Adam Kubera – miks (6., 7. oraz 10. utwór) - Kaptur – producent (7. utwór) - Sergiusz – producent (9. utwór) - Marco Lesche – producent (14. utwór) - Phatrax – producent (17. utwór) Projekt - Bambi – modelka na okładce - Wojtek Koziara – fotograf zdjęcia okładkowego - Self Demo – autor grafiki |

## Pozycje na listach

### Pozycja na liście tygodniowej
| Kraj   | Lista                    | Pozycja |
| ------ | ------------------------ | ------- |
| Polska | OLiS – albumy            | 1       |
| Polska | OLiS – albumy w streamie | 1       |
| Polska | OLiS – albumy fizycznie  | 1       |

## Certyfikaty i sprzedaż
| Kraj          | Certyfikat      | Sprzedaż | Data przyznania |
| ------------- | --------------- | -------- | --------------- |
| Polska (ZPAV) | platynowa płyta | 30 000+  | 28 maja 2025    |